# Ergoteles (alfarero)

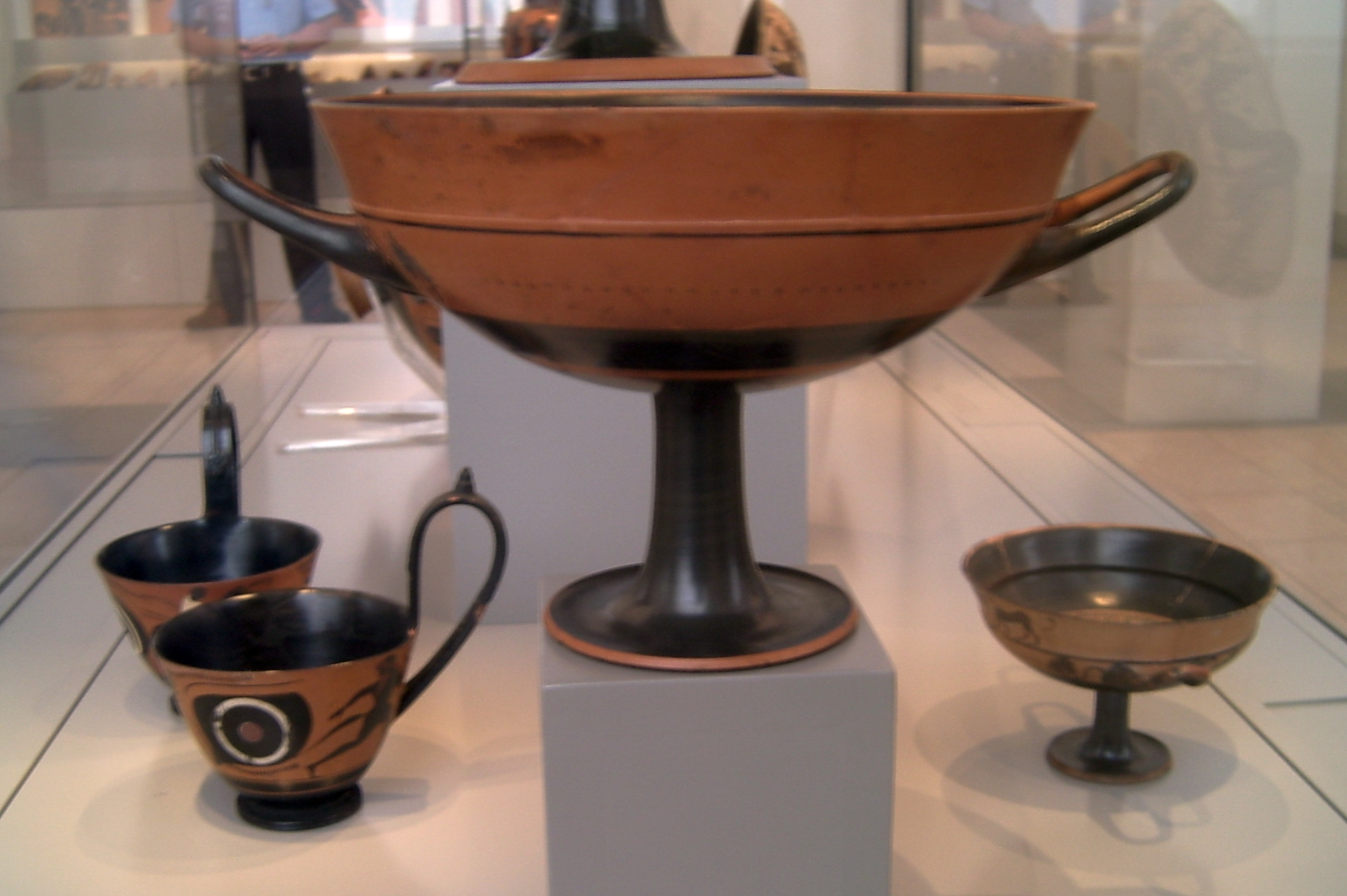
Copa de bandas modelada por Ergoteles y pintada por el Pintor de Jenocles.

Ergoteles (en griego antiguo: Έργοτέλης) fue un alfarero griego, activo en Atenas a mediados del siglo VI a. C. Era hijo del famoso alfarero Nearco y hermano de Tlesón. Formó parte del grupo de los Pequeños maestros al igual que su hermano.Se conocen tres copas firmadas por él:
- Antikensammlung Berlin  F 1758
- Florencia, comercio de las artes
- Ashmolean Museum, Oxford G 1004